# Маринка
Марѝнка е село в Югоизточна България, община Бургас, област Бургас.

## География
Село Маринка се намира на около 11 km южно от центъра на град Бургас и около 17 km западно от град Созопол. Разположено е в Бургаската низина, източно от Мандренското езеро, западно край вливащата се в Черно море река Маринка. Климатът е континентално-средиземноморски с черноморско климатично влияние. В землището преобладават смолници и лесивирани почви. Надморската височина в по-високия югозападен край на селото е около 55 m, намалява до около 20 m в по-ниския североизточен край, а при църквата в центъра е около 37 m.
През западния край на Маринка минава в посока север – юг първокласният републикански път I-9 (съвпадащ с Европейски път Е87), който на север води към Бургас, а на юг към град Малко Търново и границата с Република Турция при ГКПП Малко Търново. Отклоняващият се при Маринка от път I-9 третокласен републикански път III-7908 на запад води – след разклон на северозапад към село Твърдица и бургаския квартал „Меден рудник“ – до село Димчево и селата на юг от Димчево.
Землището на село Маринка граничи със землищата на: град Бургас на север; село Росен на изток; село Равна гора на югоизток; село Извор на югозапад; село Твърдица на северозапад.
В землището на село Маринка се намира язовир Маринка (Маринка-513).

## История
Основано е през 1909 г. Първоначално носи името Карагьозлер, после е преименувано на Маринка. Легендата разказва, че така се е казвала мома, самоубила се край близката чешма, носейки нейното име, след като отказала да приеме турската вяра. Първите заселници са пристигнали от Габрово и околните села. Пръв се заселва Станчо Димов със семейството си. Първоначалното местоположение на селото е на 1 km югозападно от днешното село. Хората са се занимавали предимно със земеделие. През селото е преминавал важен път, по който са превозвани дървени въглища от Странджа до пристанището на брега на местността „Ченгене скеле“. Първите жители са отвоювали земите си от гъстите странджански гори, като са ги превърнали в плодородни и привлекателни. Един от дейците е бил Иван Кунев, който заедно със съпругата си подпомагат за развитието на селото. Съдействат за построяването на училище, в което по-късно преподават самите те. Селото се електрифицира през 1945 г., водоснабдено е през периода 1950 – 52 г. по инициатива на учителя Иван Кунев и благодарение на доброволния труд на жителите.

## Население
Населението на село Маринка наброява 743 души при преброяването към 1934 г., нараства до 1237 към 1975 г. и 1281 към 2001 г., намалява до 1181 души (по текущата демографска статистика за населението) към 2020 г.

### Етнически състав
Преброяване на населението през 2011 г.
Численост и дял на етническите групи според преброяването на населението през 2011 г.:
|                     | Численост |
| Общо                | 1175      |
| Българи             | 1000      |
| Турци               | -         |
| Цигани              | 175       |
| Други               | 9         |
| Не се самоопределят | 5         |
| Неотговорили        | 31        |

## Религии
- Православно християнство.

В селото има два православни храма – църква „Св. Дух“ и параклис „Св. Марина“

## Културни и природни забележителности
Река Маринка тече на 500 m от селото и се влива в Черно море. Устието на река Маринка е обявено за защитена територия.
В землището на село Маринка се намира и местността „Ченгене скеле“, която от 2008 г. е част от европейската мрежа Натура 2000. Западно от селото се намира скалното образувание „Зяпналия камък“.

## Редовни събития
Празникът на село Маринка се състои на 17 юли, когато православната черква чества Света Марина. Прави се курбан за здраве и се провеждат народни борби.
По време на честванията на стогодишнината на селото беше проведено състезание по мотокрос на специално обособена писта до параклиса. Надеждите са това да се превърне в традиция.
През 2009 г. е проведено за пръв път състезание по мотокрос на специално обособена писта край селото. Това състезание се превърна в традиционно за селото и се организира от кметство Маринка, община Бургас и Българска федерация по мотоциклетизъм.

## Други
Настоящите жители на с. Маринка живеят върху земи на цар Борис III, на които са се отглеждали овце и на които царят е ловувал. Преселници идват не само от Габрово и околията, но и от София и софийските покрайнини.
Близко до селото, в гората, местните жители са построили беседка в близост до изворче „Ченгене Юрт“ – там има условия за почивка и отдих. В селото е построено пейнтбол игрище, което събира почитателите на този вид игра. Маринка е изходен пункт за сафари .
През 2010 г. е изградена мотописта на 1 km от селото.
През 2009 година започна изграждането на нова канализационна система .